# Liratilia subnodosa
Liratilia subnodosa är en snäckart som beskrevs av Powell 1934. Liratilia subnodosa ingår i släktet Liratilia och familjen Columbellidae. Inga underarter finns listade i Catalogue of Life.